# Gambito From
|       |       |       |       |       |       |       |       |       |  |
|       | a8 rd | b8 nd | c8 bd | d8 qd | e8 kd | f8    | g8 nd | h8 rd |  |
| a7 pd | b7 pd | c7 pd | d7    | e7    | f7 pd | g7    | h7 pd |       |  |
| a6    | b6    | c6    | d6 bd | e6    | f6    | g6    | h6    |       |  |
| a5    | b5    | c5    | d5    | e5    | f5    | g5 pd | h5    |       |  |
| a4    | b4    | c4    | d4    | e4    | f4    | g4    | h4    |       |  |
| a3    | b3    | c3    | d3    | e3    | f3 nl | g3    | h3    |       |  |
| a2 pl | b2 pl | c2 pl | d2 pl | e2 pl | f2    | g2 pl | h2 pl |       |  |
| a1 rl | b1 nl | c1 bl | d1 ql | e1 kl | f1 bl | g1    | h1 rl |       |  |
|       |       |       |       |       |       |       |       |       |  |

El gambito From (ECO A02) es una variante principal de la apertura Bird. Es una apertura muy táctica y confusa en la cual las negras entregan un peón a cambio de un tiempo con la expectativa de iniciar un ataque directo al rey nada más empezar la partida. El blanco puede rechazar el gambito y optar por la también táctico gambito de rey. En notación algebraica se denota así:
1.f4 e5 2.fxe5 d6 3.exd6 Axd6 4.Cf3 g5 
Del cual brotan 2 variantes principales:
- 5.d4 g4 6.Cg5 f5 7.e4 h6 8.e5 Ae7 con juego confuso y peligroso.
- 5.g3 g4 6.Ch4 Ce7 7.d4 Cg6 8. Cxg6 hxg6 con un posible fuerte ataque negro.